# KRML
KRML ist ein lokaler US-amerikanischer Rundfunksender in Carmel-by-the-Sea, Kalifornien, dessen Programm für die Monterey Bay bestimmt ist. Er sendet auf der Frequenz 94,7 FM.

## Geschichte
Der Sender wurde 1958 gegründet und trug zunächst die Bezeichnung KTEE. 1960 wurde er in KRML umbenannt, abgeleitet von KaRMeL für Carmel. Inhaber und Betreiber ist derzeit Scott McKay.

## Programm
KRLM sendet vornehmlich klassische und alternative Rockmusik für Erwachsene („Adult album alternative“) sowie Nachrichten aus der Region.

## KRML im Film
International bekannt wurde KRML 1971 durch Clint Eastwood, der in den Räumlichkeiten des Senders Teile seines Thrillers Sadistico drehte. Er spielt in dem Film zugleich die Hauptrolle, den Radiomoderator Dave Garver.